# 白眉林鼠屬
白眉林鼠屬（学名：Xenomys），哺乳綱、囓齒目、倉鼠科的一屬，而與白眉林鼠屬（白眉林鼠）同科的動物尚有莖鼠屬（短尾莖鼠）、鼴形鼠亞科、巴西嶺鼠屬（繡嶺鼠）、紅鼻鼠屬（紅鼻鼠）等之數種哺乳動物。